# Ilja Bocsarnikovsz
Ilja Bocsarnikovsz (Rēzekne, 1988. augusztus 1. –) orosz-lett színművész, színházrendező, egyetemi tanár.

## Életpályája
1988-ban született. A Moszkvai Művész Színház Egyetemén végzett színművészként, majd elkezdett dolgozni a sztanyiszlavszkiji színházban. Később a rendező szakot is elvégezte, mestere Viktor Rizsakov volt. 2017-től rendszeresen dolgozik Magyarországon. 2022-2023 között a debreceni Csokonai Színház, 2023-tól a Karinthy Színház művészeti vezetője. 2023-tól a Színház- és Filművészeti Egyetem osztályvezető tanára.

## Főbb rendezései
| Szerző                                          | Mű                   | Színház               | Bemutató éva |
| ----------------------------------------------- | -------------------- | --------------------- | ------------ |
| Matthieu Delaporte - Alexandre de La Patelliere | Hogyan nevezzelek?   | Csokonai Színház      | 2017         |
| Anton Pavlovics Csehov                          | Három nővér          | Csokonai Színház      | 2018         |
| William Shakespeare                             | Lear                 | Csokonai Színház      | 2019         |
| Miguel de Cervantes                             | Don Quijote          | Csokonai Színház      | 2019         |
| Anton Pavlovics Csehov                          | Meggyeskert          | Csiky Gergely Színház | 2020         |
| Lev Tolsztoj                                    | Legenda a lóról      | Csiky Gergely Színház | 2020         |
| L. Frank Baum - Harold Arlen - E.Y. Harburg     | Óz, a csodák csodája | Csokonai Színház      | 2021         |
| Francis Veber                                   | Balfácánt vacsorára  | Csokonai Színház      | 2021         |
| Thornton Wilder                                 | A mi kis városunk    | Katona József Színház | 2022         |
| Mihail Sebastian                                | Névtelen csillag     | Csokonai Színház      | 2022         |
| Amélie Nothomb                                  | Ördögi kozmetika     | Karinthy Színház      | 2023         |
| William Shakespeare                             | Hamlet               | Karinthy Színház      | 2023         |
| Anton Pavlovics Csehov                          | Sirály               | Csiky Gergely Színház | 2024         |
| William Shakespeare                             | Szentivánéji álom    | Győri Nemzeti Színház | 2024         |
| Jevgenyij Griskovec                             | Az ostrom            | Karinthy Színház      | 2025         |